# Vilhelm Ekelund

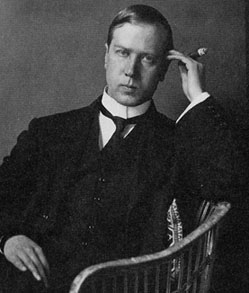
Vilhelm Ekelund (1880–1949)

Otto Vilhelm Ekelund (* 14. Oktober 1880 in Schonen; † 3. September 1949) war ein schwedischer Dichter.

## Leben
Vilhelm Ekelund wurde als Sohn eines Schmieds im schwedischen Schonen geboren, studierte in Lund, veröffentlichte 1900 seinen ersten Gedichtband Vårbris und lebte von da an als Schriftsteller. In seinen frühen lyrischen und impressionistischen Gedichten verarbeitete er meist von seiner Kindheit auf dem Land geprägte Erfahrungen. In Elegier (1903) zeigt sein ausgereifter Stil Einflüsse der klassischen griechischen Dichtung, des Expressionismus und der schwedischen wie der deutschen Romantik. Der Einfluss Platens drückte sich nicht nur formal, sondern auch in der Hinwendung zum Thema der homosexuellen Liebe aus. Bald fand Ekelund, sicher auch wegen seiner expliziten Behandlung dieses Themas, keine Leser und keinen Verleger mehr und hörte eine Zeit lang auf zu schreiben.
1908 wurde er wegen Behinderung der Justiz zu einem Monat Gefängnis verurteilt. Um der Haftstrafe zu entgehen, ging er nach Deutschland und später nach Dänemark ins Exil. 1914 heiratete er und wurde Vater einer Tochter. Er kehrte nach Schweden zurück, und 1921 erschien sein letzter Gedichtband.